# Hydraecia virgata
Hydraecia virgata là một loài bướm đêm trong họ Noctuidae.